# Pachyteria samarahanensis
Pachyteria samarahanensis là một loài bọ cánh cứng trong họ Cerambycidae.